# Felipe Campos
Felipe Manuel Campos Mosqueira (Santiago del Cile, 8 novembre 1993) è un calciatore cileno, difensore dell'Unión La Calera.